# Paramerina aucta
Paramerina aucta är en tvåvingeart som först beskrevs av Oskar Augustus Johannsen 1931.  Paramerina aucta ingår i släktet Paramerina och familjen fjädermyggor. Inga underarter finns listade i Catalogue of Life.